# Teretrius rectistrius
Teretrius rectistrius är en skalbaggsart som beskrevs av Lewis 1906. Teretrius rectistrius ingår i släktet Teretrius och familjen stumpbaggar. Inga underarter finns listade i Catalogue of Life.